# 吉本どんど
吉本 どんど（よしもと どんど）は、日本の漫画家、イラストレーター。男性。
静岡県出身、主に4コママンガを執筆、主に大人向けのギャグマンガだが、アウトドアの情報にも強い。

## 作品リスト
- 213万歩の旅―東海自然歩道1343kmを全部歩いた! （斉藤政喜著、小学館- 1992年7月）
- こつぶちゃん（静岡新聞、山梨日日新聞1994年7月1日- 2009年3月31日）
- しののめが行く!（月刊まんがタウン（双葉社））
- ああ結婚!（月刊まんがタウン）
- マンダラぼっち(メンズヤング(双葉社))
- 釣り坊主今日も行く（山と渓谷（山と渓谷社））
- あさぐもドンマイ's（新聞「朝雲」（朝雲新聞社））